# Pilvilampi (sjö i Finland)
Pilvilampi är en sjö i Finland. Den ligger i kommunen Vetil i landskapet Mellersta Österbotten, i den centrala delen av landet, 400 km norr om huvudstaden Helsingfors. Pilvilampi ligger 120 meter över havet. Arean är 4,9 hektar och strandlinjen är 0,86 kilometer lång. Sjön  ingår i Perho å huvudavrinningsområde.   Trakten runt Pilvilampi består huvudsakligen av våtmarker.